# Дандерюд (комуна)
Комуна Дандерюд (швед. Danderyds kommun) — адміністративно-територіальна одиниця місцевого самоврядування, що розташована в лені Стокгольм у центральній Швеції.
Дандерюд — 286-та за величиною території комуна Швеції. Адміністративний центр комуни — район Стокгольма Юрсгольм.

## Населення
Населення становить 31 960 чоловік (станом на січень 2013 року). 
| Кількість населення комуни Дандерид за 1970-2010 роки | Кількість населення комуни Дандерид за 1970-2010 роки | Кількість населення комуни Дандерид за 1970-2010 роки | Кількість населення комуни Дандерид за 1970-2010 роки | Кількість населення комуни Дандерид за 1970-2010 роки |
| ----------------------------------------------------- | ----------------------------------------------------- | ----------------------------------------------------- | ----------------------------------------------------- | ----------------------------------------------------- |
| Рік                                                   |                                                       |                                                       | Населення                                             |                                                       |
| 1970                                                  | 1970                                                  |                                                       | 27 623                                                | 27 623                                                |
| 1975                                                  | 1975                                                  |                                                       | 27 168                                                | 27 168                                                |
| 1980                                                  | 1980                                                  |                                                       | 27 842                                                | 27 842                                                |
| 1985                                                  | 1985                                                  |                                                       | 28 706                                                | 28 706                                                |
| 1990                                                  | 1990                                                  |                                                       | 27 915                                                | 27 915                                                |
| 1995                                                  | 1995                                                  |                                                       | 28 684                                                | 28 684                                                |
| 2000                                                  | 2000                                                  |                                                       | 29 570                                                | 29 570                                                |
| 2005                                                  | 2005                                                  |                                                       | 30 226                                                | 30 226                                                |
| 2010                                                  | 2010                                                  |                                                       | 31 330                                                | 31 330                                                |
| Джерело: SCB                                          |                                                       |                                                       |                                                       |                                                       |

## Населені пункти
Комуну формує частина одного міського поселення (tätort):
- Стокгольм (Stockholm) (частина)

## Галерея

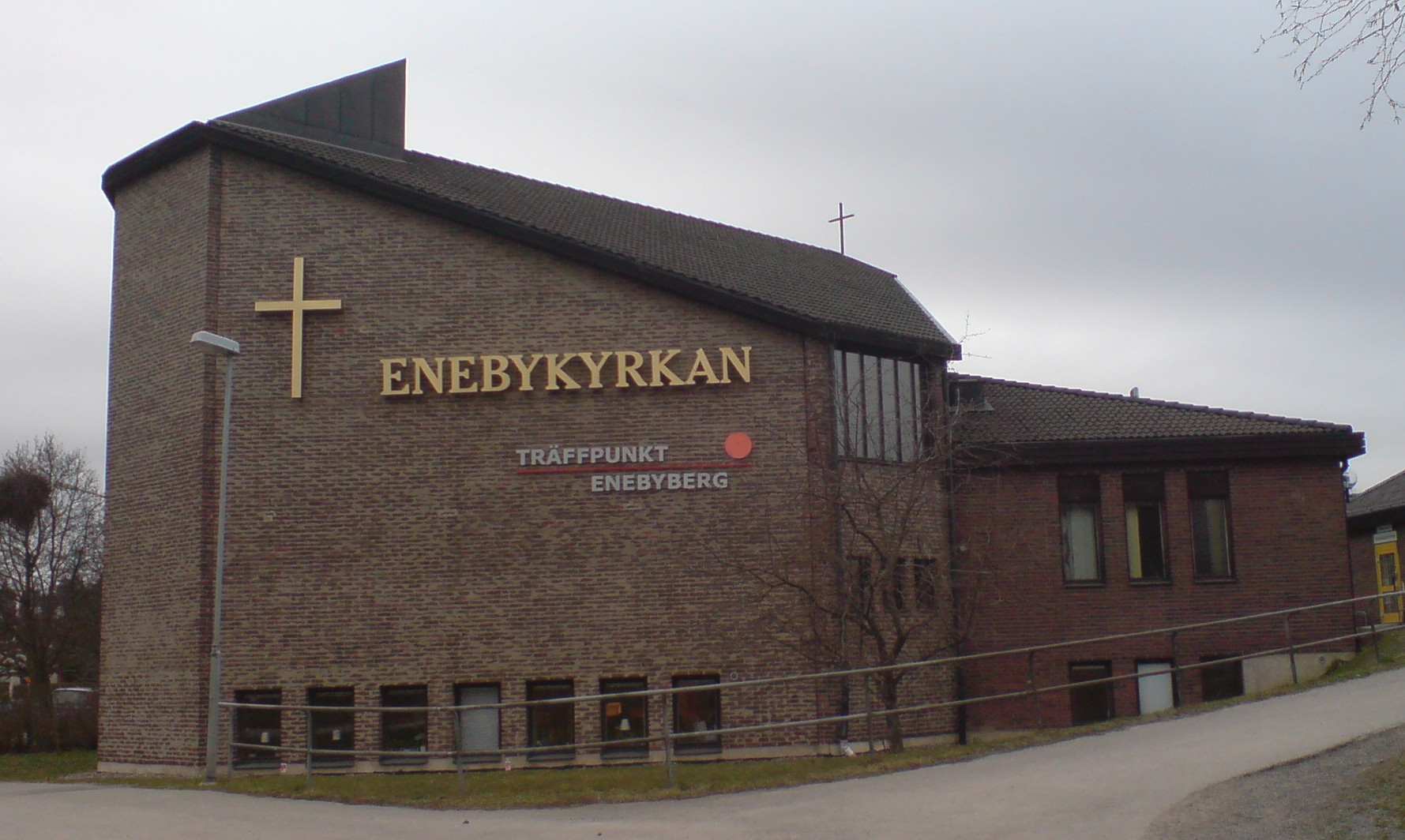
Церква (Енебіберґ)
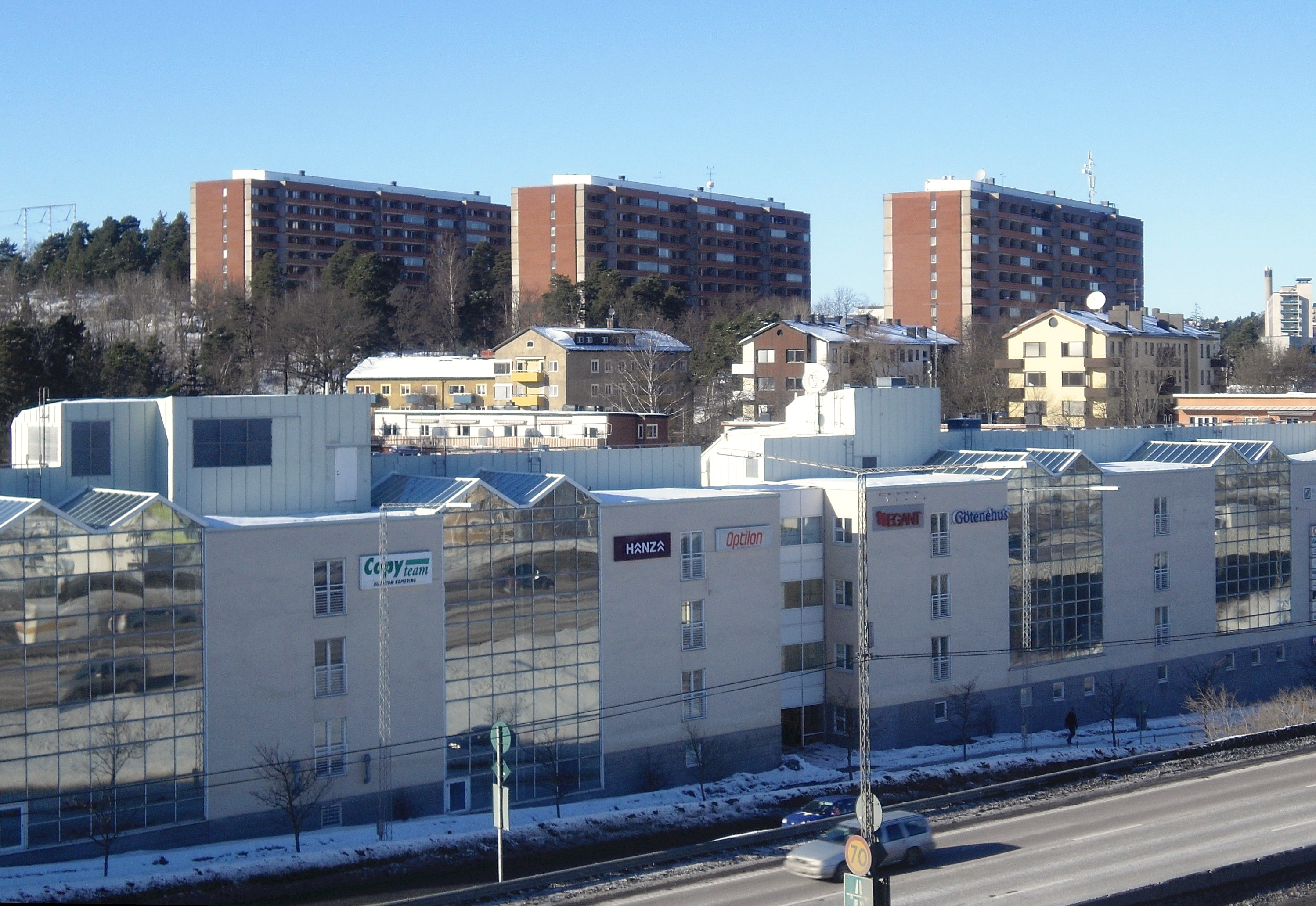
Мікрорайон Інвернесс у Стоксунді
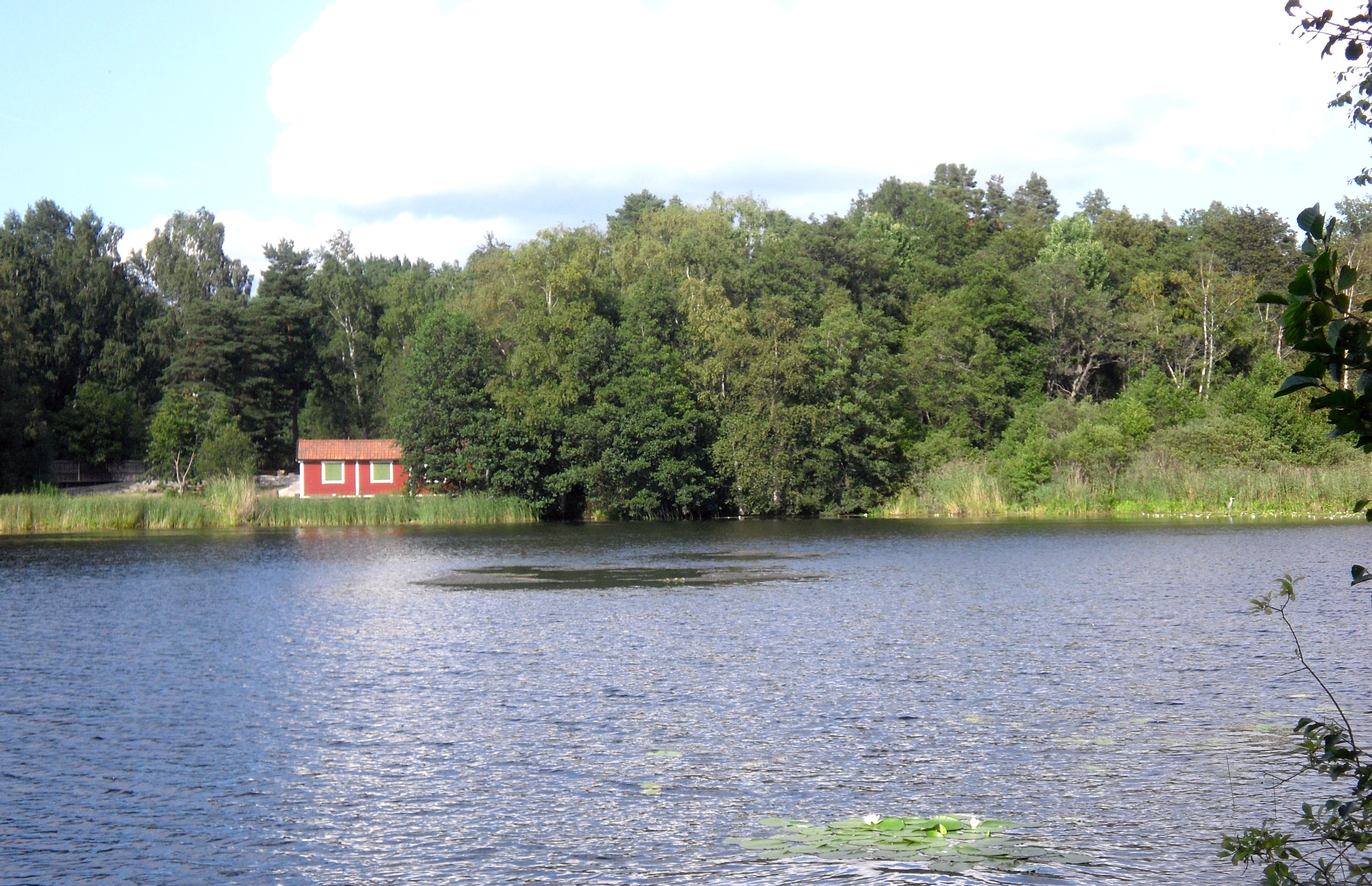
Озеро Екебюшен

## Виноски
1. ↑  Andersson P. Sveriges kommunindelning 1863-1993 — Mjölby: Draking, 1993. — 132 с. — ISBN 978-91-87784-05-7
2. ↑  Kommunstyrelsen — комуна Дандерид.
3. ↑  https://www.danderyd.se/filmarkiv/hanna-bocander-m-ny-ordforande-for-kommunstyrelsen/
4. ↑  https://www.dn.se/arkiv/familj/dodsfall-handlingskraftig-kommunpolitiker/
5. ↑  Folkmangd i riket, lan och kommuner (шв.) . Центральне бюро статистики Швеції. Архів оригіналу за 20 серпня 2013. Процитовано 1 березня 2013.